# Урумбаш (Курманбекский айылный аймак)
Урумбаш (кирг. Урумбаш) — село в Сузакском районе Джалал-Абадской области Кыргызстана. Входит в состав Курманбекского айылного аймака.

## География
Село расположено в юго-восточной части области, на правом берегу реки Урум-Башы (правый приток Кёгарта), на расстоянии приблизительно 49 километров (по прямой) к северо-востоку от села Сузак, административного центра района. Абсолютная высота — 1455 метров над уровнем моря.

## Население
Согласно оценочным данным Национального статистического комитета Кыргызской Республики, численность населения села на начало 2023 года составляла 67 человек.
| год     | 2009 | 2014 | 2015 | 2020 | 2021 | 2023 |
| ------- | ---- | ---- | ---- | ---- | ---- | ---- |
| человек | 50   | 48   | 66   | 63   | 67   | 67   |